# 長平の戦い
長平の戦い（ちょうへいのたたかい、中国語：長平之戰、Chángpíng zhī zhàn）は、中国戦国時代の紀元前262年から紀元前260年にわたって秦と趙が長平（現在の山西省高平市の付近）で激突した戦い。秦の勝利に終わり、戦後に秦の白起将軍により趙兵の捕虜40万が生き埋めにされ、趙の国力が一気に衰える原因となった。しかしこの人数は誇張されているとも言われており、実際、この戦いの翌年には趙は軍を立て直しており、秦の邯鄲攻撃を阻止している。

## 背景
当時、秦は商鞅の改革によって強盛を誇るようになり、戦国七雄の中でも圧倒的な強国となっていた。その力を背景に他の六国、特に国境を接する韓・魏・趙・楚へ何度も侵攻していた。
紀元前262年、秦は白起将軍を派遣し、韓の野王（現在の河南省沁陽市）を落とした。このことにより、韓の北方の領土である上党は飛び地となり孤立してしまった。韓の桓恵王は上党を秦に割譲して和議を結ぼうと、上党の守である靳黈に同地から引き上げる様に命ずるも、靳黈がこれを拒否。そこで靳黈を罷免して新たに上党の守として馮亭を派遣したものの、秦の支配下に入る事を恐れた上党の民衆は不安を募らせ馮亭に対し、秦には降らぬ様訴え、吏民は謀議を重ねて秦に遮断された韓との経路を打開すべく、趙に同地を献じて趙韓が協働して秦に挑める様に策を講じた。馮亭が着任して30日目、上党郡の十七の城邑は同地を趙へ献上する旨の使者を趙に派遣した。
趙の孝成王はその当時の趙の実力者である平原君とその弟の平陽君に意見を求めた。平陽君は「秦と戦争となるのは明白であり、献上を拒否するべきです」と意見を述べ、平原君は「ひとりの血も流さず、一粒の金も捨てずに領地が得られるのに、なぜ悩むのか？早く献上を了承したほうがよい」と意見を述べた。孝成王は悩んだ末、平原君の献上を了承する方針を可とし、兵を送って上党を接収した。
秦の昭襄王はこれに怒り、紀元前260年に王齕を将軍とした遠征軍を趙に差し向け、上党を占領した。上党の人々は趙の長平に逃げ込み、王齕軍はこれを追ってそのまま趙に攻め入った。これに対し孝成王は老将廉頗を総大将に任命し、長平城の塁壁を補強し、物資を運び込み防衛体制を整えさせた。

## 対峙
長平に到着した秦軍と趙軍の間で三度、小競り合いが発生したが趙軍は全て敗れた。廉頗は数で劣るものの精強を誇る秦軍との直接対決を避け、守りを固めて篭城を徹底し秦軍の疲労を待った。二年の歳月が過ぎた頃には廉頗の目論見通り、秦軍には持久戦の疲れと焦りが出始めた。秦の宰相范雎は状況を打開すべく趙の国内に多数の間者（スパイ）を送り、「秦は趙括が趙軍の指揮を取ることを恐れている。老人の廉頗であれば対処しやすい」という偽情報を流した。
これを聞きつけた孝成王は優勢な兵力を擁しながら積極策をとらない廉頗に不満を持っていたこともあり、廉頗を解任して趙括を総大将に任命する。経験が乏しい趙括の起用を群臣は危ぶみ、重臣の藺相如も廉頗の解任を思い止まる様、孝成王を諌めたが聴き容れられなかった。趙括は趙の名将趙奢の子で自他ともに認める兵法の大家だったが、実際には実戦経験のない机上の兵法家で兵法書を丸暗記しているというだけの人物であった。父親である趙奢は趙括の能力の低さを見抜いており、生前妻に「王が括に大任を任されたときには、辞退するように」と遺言していた。そのため、趙括が総大将に選ばれた時、趙奢の妻は参内し、孝成王に趙括を総大将として派遣しないようにと嘆願した。だが孝成王は趙括を総大将として派遣させることは変更しないと断ったため、趙奢の妻は「では括が敗北しても、一族に罪が及ばないようお願いします」と懇願し、これを孝成王に約束させた。
一方、秦は趙軍の総大将の交代を知ると、密かに白起を長平に派遣して総大将に任じ、王齕を彼の副将とした。

## 趙軍の大敗北
着任した趙括は趙軍が大軍であることを恃みに数に劣る秦軍を一気に叩き伏せようと考え、廉頗の戦法を支持する指揮官を全員更迭し秦軍に対して攻勢に転じた。白起は囮の部隊で退却すると見せかけて趙軍を誘い出し、主力部隊で迎え撃つ間に予め伏せておいた2万5千の兵で趙軍の退路を遮断、更に5千の騎兵で分断するという作戦をとった。趙括率いる主力が秦軍を深追いしたために指揮系統が寸断され大混乱に陥った趙軍は、秦軍の猛攻により甚大な被害を受け長平城まで退却したが、白起はこれを包囲した。この報を受けた昭襄王は国内の壮丁男子を総動員して白起に援軍を送り、自らも前線まで赴いて将兵を励ました。完全に包囲された趙軍は46日間も兵糧が届かず、飢えた兵士たちは互いに殺し合ってその肉を食らい、飢えを凌ぐ有様であった。焦った趙括は僅かに残った健常な手勢を率いて秦軍へ突撃を敢行したが、全身に矢を射られあえなく戦死する。趙括の死によって残る趙兵20万は降伏した。
大勝利した秦軍だったが国内の総力をほぼ費やしたため、膨大な捕虜を養うだけの兵糧もなく、秦に連行するだけの余裕もなかった。また白起はこのまま戦果を拡大し、趙の都を衝いて、趙を亡ぼすことを狙っていた。このような状況で、死線を彷徨い生き延びた趙兵達をこのまま趙に帰せば、秦に恨みを抱いた彼等が将来の禍根となるのではないかと白起は恐れ、少年兵240名ほどを除いて趙兵を全て生き埋めにし処刑した。この戦いでの趙の戦死者・被処刑者は45万に上るという。実際に、1995年5月の発掘調査では大量の人骨が出土しているが、永禄第一尸骨坑の発掘レポートによれば発掘済第一坑の屍体数は130人程度、ほかに18坑を発見、調査は続けられ、2002年と2020年にも多量の人骨の埋葬穴が発見された。これらの人骨には、武器によると思われる損傷も多々見られたため、生き埋めで死んだものではないとみられるが、捕虜の虐殺によるものか、普通の戦死者の集団墓地なのかははっきりしない。

## 戦後
白起と不仲だった秦の宰相の范雎は、趙攻略の大功を立てた際の白起の影響力が自分の地位を脅かしかねないと危惧するようになり、昭襄王を巧みに説いて秦軍の進撃を中止させるようにした。この不本意な停戦は、戦死した秦兵のみならず、趙の早期攻略のためにあえて生き埋めにした趙兵たちの多大な犠牲をも無駄にする決定だったので、激怒した白起は病気と称して以後の出仕を拒むようになった。
翌年、昭襄王は改めて王陵を将軍にした侵攻軍を興して趙の首都邯鄲を包囲させた。しかし40万人を亡き者にされた恨みに燃える趙の軍民の激しい抵抗に遭って城攻めは難航した。加えて援軍に駆け付けてきた魏の信陵君と楚の春申君にも反撃されて苦戦を強いられた秦軍は敗退を重ねるようになり、王陵に交代した王齕や鄭安平もまた敗北した。業を煮やした昭襄王は繰り返し白起に出仕を求めて軍の指揮を取るよう要請したが、白起は病を理由に拒み続けて屋敷から出ようとしなかった。白起の頑なな拒絶に対する昭襄王の不満はやがて憎悪へと変わり、使者に命じて自決用の剣を白起の屋敷に届けさせた。白起は昭襄王からの剣を黙って受け取ると、秦のために戦った自分にこの仕置きは不本意だとしながらも、趙兵数十万を生き埋めにした後悔の念を語り、これは天が昭襄王の口を借りて自分に下した裁きであろうと答えてそのまま自刎した。